# بيريف آر -1
بيريف ار -1 (بالإنجليزية: Beriev R-1)‏ هي  من صناعة بيريف. كان أول طيران لها في 30 مايو 1952.